# The Cell
The Cell (tạm dịch: Xà lim) là một bộ phim thể loại psychological thriller của đạo diễn Tarsem Singh.

## Tóm tắt cốt truyện
Nhà tâm lý học trẻ em Catherine Deane (Lopez thủ vai) là một chuyên gia trong một thử nghiệm điều trị cho bệnh nhân hôn mê: một thiết bị thực tế ảo cho phép cô tham gia vào tâm trí của bệnh nhân của mình và cố gắng để vỗ về chúng thành ý thức. Khi kẻ giết người hàng loại Carl Rudolph Stargher (Vincent D'Onofrio thủ vai) rơi vào một cơn hôn mê trước khi FBI có thể xác định vị trí nạn nhân cuối cùng của hắn, đặc vụ Novak (Vince Vaughn thủ vai) thuyết phục Deane nhập tâm Stargher và phát hiện ra vị trí thủ phảm nhốt nạn nhân của hắn. Nạn nhân của Stargher đang bị giam trong một xà lim dưới hình thức một hộp thủy tinh được bơm nước vào từ từ cho đầy với bằng cách sử dụng máy đếm thời gian tự động.
Deane thâm nhập vào trí xáo trộng Stargher, nơi cô đang phải đối mặt với cả phần bạo lực và phần vô tội của tâm lý kẻ giết người. Nửa vô tội của kẻ sát nhân cho cô thấy lúc nhỏ kẻ sát nhân bị cha mình hành hạ ngược đãi và cậu bé này đã dìm chết trong bồn rửa bát một con chim bị thương như là một cách giết ân huệ. Deane nỗ lực để nuôi dưỡng các mặt ngây thơ của tâm trí Stargher, nhưng một nửa tội ác kia của hắn cản trở cô mỗi khi cô cố gắng thực hiện ý định của mình.
Bất chấp những nỗ lực tốt nhất của Deane, cô đã bị mắc kẹt trong tâm trí tối tăm của Stargher. Novak tình nguyện đi vào tâm trí Stargher và cố gắng để cứu cô. Ông đã lôi Deane khỏi sự nắm giữ của Stargher và phát hiện ra manh mối về vị trí nạn nhân cuối cùng của kẻ sát nhân đang bị nhôt, Novak đã báo cho đồng đội của mình và họ có thể tìm ra vị trí của nạn nhân của Stargher (Stargher đã được ủy thác bởi một công ty cai quản một trạm máy bơm nước tiên tiến, và hắn đã sử dụng để bơm nước vào xà lim giết người của mình). Novak phát hiện ra căn phòng ngầm bí mật của Stargher và đã cứu nạn nhân Stargher trong gang tấc. Trong khi đó, Deane quyết định đảo ngược quá trình và kéo Stargher tâm trí của chính mình. Cô đưa bên vô tội Stargher với một thiên đường, nhưng phía giết người của hắn luôn luôn hiện diện, và biểu hiện dưới dạng một con rắn. Trong lúc này thì Deane có tất cả quyền lực; cô đã đâm chết con rắn-Stargher, nhưng phát hiện ra rằng cô không thể phá hủy một nửa mà không giết chết người kia. mặt ngây thơ của Stargher nhắc nhở cô nhớ đến con chim bị cậu bé dìm chết và cô đã quyết định giết Stargher như một cách giết chết ân huệ. Cô đã nhận nuôi con chó của Stargher, và sử dụng thành công kỹ thuật mới của cô trên các bệnh nhân hôn mê khác của cô.